# Diwan
Diwan – wódz plemienia pruskiego Bartów podczas wojny o niepodległość Prus w latach 1260–1274 (II powstanie pruskie). Był wiernym stronnikiem Herkusa Monte i walczył u jego boku, aż do śmierci w walce. Zginął podczas wyprawy na Chełmno, podczas oblężenia Kowalewa w 1272 r. Legenda głosi, że chroniąc jednego z przyjaciół przed ostrzałem, sam przyjął śmiercionośny strzał z kuszy, a wystrzelony bełt przebił na wylot jego szyję.